# Головщик
Головщи́к, деместик — чин церковнослужителя в Київській Русі, який очолював півчих кожного з двох криласів (ликів) монастирського або парафіяльного хору. У великих монастирях, де богослужіння відбувалося відразу в декількох храмах, кількість головщиків збільшувалася до чотирьох і більше.
Починаючи з середини XVII століття, давньоруський знаменний і демественний спів у Російській церкві почали замінювати на партесний спів, змінилася і назва керівника хору з головщика на регента. На початку XX століття Енциклопедичний словник Брокгауза і Ефрона і Православна богословська енциклопедія визначали термін «головщик» як головний помічник регента, керівник лівим криласом. На початку XXI століття обох керівників — як правого, так лівого крилосу — прийнято називати «регент». Назва «головщик» збереглося в старообрядництві, де використовується знаменний спів.
Головщик вибирається як кращий півчий на криласі. Він повинен добре знати статут церковної служби, добре знати знамена, і йому необхідно мати музичний слух і володіти хорошими вокальними даними.

У давнину головщик часто виступає в ролі канонарха (протопсалта). Крім співу на криласі, займався переписуванням богослужбових книг, в монастирях міг виконувати обов'язки уставника, екклисіарха. Окремі головщики відомі як герої ратних подій.